# أنيي (باد كاليه)
أنيي (بالفرنسية: Agny)‏ هي بلدية فرنسية تقع في إقليم باد كاليه من منطقة نور با دو كاليه في شمال فرنسا. تبلغ مساحة هذه المدينة 6.05 (كم²)، وترتفع عن سطح البحر 81 م، يبلغ عدد سكانها 1936 نسمة حسب إحصاء المعهد الوطني للإحصاء والدراسات الاقتصادية سنة 2009 م. وترأس Pierre Berquez البلدية خلال فترة (2008-2014).